# Kulturåret 1737

## Händelser
- okänt datum – Den första svenska nationalteatern med svenska skådespelare invigs i Stora Bollhuset i Stockholm. Bland de första svenska skådespelarna märks Beata Sabina Straas och Peter Lindahl.[1]

## Nya verk
- Den Svenska Sprätthöken spelas på Stora Bollhuset.

## Födda
- 6 september – Johann Gottfried Berwald, d.y. (död troligen 1814), tysk violinist.
- 14 september – Michael Haydn (död 1806), österrikisk tonsättare.
- 30 september – Magdalene Bärens (död 1808), dansk konstnär.
- okänt datum – Marguerite Morel (död 1804), fransk ballerina.

## Avlidna
- 4 juni – François Lemoyne (född 1668, fransk målare.
- 4 augusti – Göran Jerell (födelseår okänt), svensk silversmed.